# 杉板乡
杉板乡，是中华人民共和国湖南省常德市临澧县下辖的一个乡镇级行政单位。

## 行政区划
杉板乡下辖以下地区：
杉板村、白洋村、川岗村、歇驾村、牛山村、牛麓村、牛头村、卜家村、潘垱村、新花村、月星村、彭家河村、望夫村、青山村和坪山村。